# Clinton (nome)
Clinton  è un nome proprio di persona inglese maschile.

## Varianti
- Ipocoristici: Clint[1][2][3]

## Origine e diffusione
Riprende il cognome inglese Clinton, la cui origine è dibattuta; c'è generale accordo, fra le fonti, nell'affermare che il cognome derivi a sua volta da un toponimo inglese antico o medio inglese composto da due elementi, il secondo dei quali è tūn ("villaggio", "città"). L'identificazione del primo elemento invece varia da fonte a fonte: secondo alcune sarebbe clint ("scogliera", "rupe", "declivio", "sponda"), quindi "villaggio presso la scogliera"; per altre si tratterebbe di glind ("recinto"), e il toponimo di origine sarebbe Glinton, nel Cambridgeshire; altre ancora, invece, lo riconducono al nome del fiume Glyme (nell'Oxfordshire), quindi "villaggio presso il Glyme".
La fama dell'attore e regista Clint Eastwood, il cui nome per intero è Clinton Eastwood, Jr., ha assicurato la diffusione del nome "Clint", che è quindi generalmente considerato una forma abbreviata di Clinton, pur essendo utilizzando anche indipendentemente da esso. Va però notato che Clint può anche avere un'origine a sé stante, anch'esso tratto da un cognome inglese, Clint, derivato a sua volta dal nome del villaggio di Clint, nello Yorkshire.

## Onomastico
Il nome è adespota, cioè non è portato da alcun santo. L'onomastico si può festeggiare il giorno di Ognissanti, il 1º novembre.

## Persone

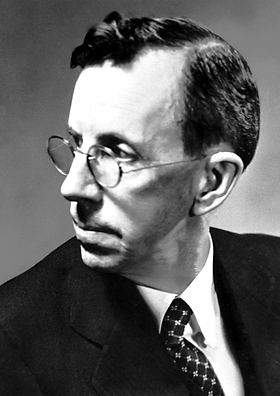
Clinton Davisson

- Clinton Bennett, accademico inglese
- Clinton Davisson, fisico statunitense
- Clinton Hart Merriam, zoologo, ornitologo, entomologo ed etnografo statunitense
- Clinton Jones, giocatore di football americano statunitense
- Clinton McDonald, giocatore di football americano statunitense
- Clinton Morrison, calciatore irlandese
- Clinton N'Jie, calciatore camerunese
- Clinton Portis, giocatore di football americano statunitense
- Clinton Schifcofske, rugbista a 13 australiano

### Variante Clint

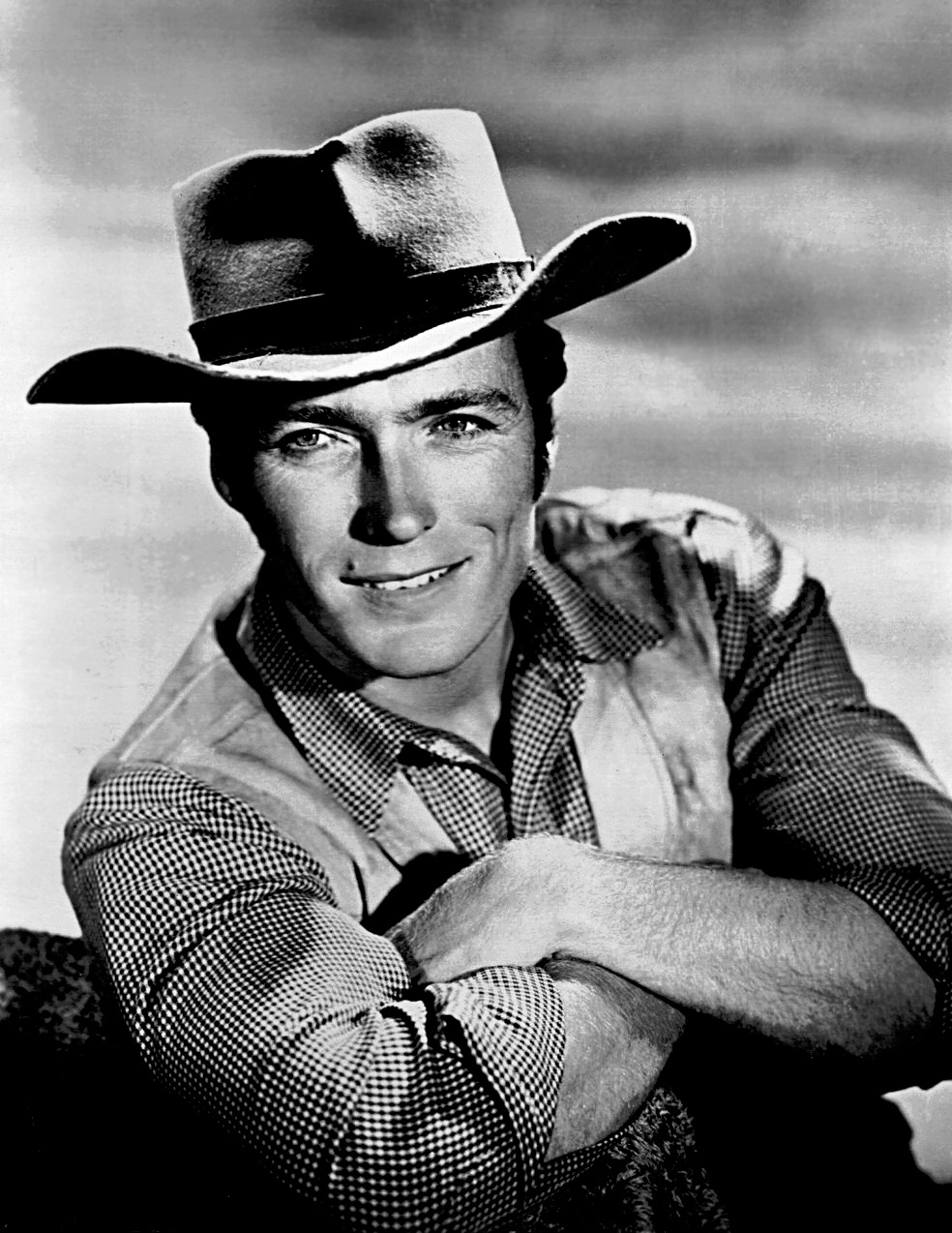
Clint Eastwood

- Clint Bajakian, compositore statunitense
- Clint Black, cantautore, polistrumentista, produttore discografico e attore statunitense
- Clint Capela, cestista svizzero
- Clint Dempsey, calciatore statunitense
- Clint Eastwood, attore, regista e produttore cinematografico statunitense
- Clint Gresham, giocatore di football americano statunitense
- Clint Howard, attore, musicista e doppiatore statunitense
- Clint Mansell, musicista e compositore britannico
- Clint Walker, attore statunitense

## Il nome nelle arti
- Clinton Coot è un personaggio della famiglia Duck.
- Clint Harrison è un personaggio del film del 1967 Clint il solitario, diretto da Alfonso Balcázar.